# David Simon
David Simon, född 1960, är en amerikansk författare, journalist, och manusförfattare/producent av teveserier som baseras på hans böcker. Han har bland annat skapat, och är huvudförfattare till, HBOs kritikerrosade dramaserie The Wire.

## Biografi
David Simon föddes i Washington, D.C., tog examen vid University of Maryland i College Park, och jobbade sedan som kriminalreporter på tidskriften The Baltimore Sun mellan 1984 och 1988.
1991 gjorde David Simon ett avbrott för att skriva romanen Homicide: A Year on the Killing Streets, som beskrev hans erfarenheter av att följa personal vid Baltimore Police Department. 1992 vann boken priset Edgar Award som bästa "Fact Crime book", och kom att ligga till grund för den prisbelönta teveserien Homicide: Life on the Street (1993-1999), där Simon var manusförfattare och producent. Simon vann WGA Award för Best Writing in a Drama, och Humanitas Prize i samma kategori.
1997 var David Simon medförfattare, tillsammans med Ed Burns, till The Corner: A Year in the Life of an Inner-City Neighborhood, en sann berättelse om ett kvarter i västra Baltimore som dominerades av handel med tunga droger. Den utnämndes till 'a Notable Book of the Year' av The New York Times. Därefter var Simon medförfattare till och producent för The Corner som var en sextimmars miniserie på TV för HBO. Serien fick tre Emmy Awards, däribland Outstanding Writing for a Miniseries or a Movie, som gick till Simon och David Mills.
För närvarande[när?] jobbar David Simon som skapare, producent, och huvudförfattare till HBO:s dramaserie The Wire, där många av rollfigurerna och intrigerna också kommer från Homicide: A Year on the Killing Streets. Efter en kritikerrosad fjärde säsong har Simon kontrakterats för att producera en femte och sista säsong av The Wire som kommer att fokusera på massmedias roll i samhället.
Simon ägnar sig också åt att skriva och producera en dramatisering av Generation Kill åt HBO tillsammans med Ed Burns.
1995 slutade Simon på The Baltimore Sun men fortsatte att jobba som frilansjournalist och författare, och skrev för The Washington Post, The New Republic, och tidskriften Details.

## Politiska utspel
David Simon menar att de skyhöga klyftorna mellan rika och fattiga i USA är ett resultat av att kapitalismen löpt amok och att kapitalismen bör förenas med socialism i mycket högre grad för att mildra dessa problem. 2017 förklarade han i en podd-intervju i The New Yorker Radio Hour podcast att han menar att automatiseringen redan gått så långt att ovillkorlig basinkomst redan borde vara infört.

## Övrigt
David Simon är gift med Laura Lippman som är romanförfattare och före detta journalist på The Baltimore Sun.

## Filmografi
- Homicide: Life on the Street (NBC)
- The Corner (HBO)
- The Wire (HBO)
- Generation Kill (HBO)